# Domérat
Domérat je naselje in občina v osrednjem francoskem departmaju Allier regije Auvergne. Leta 1999 je naselje imelo 8.812 prebivalcev.

## Geografija
Kraj leži v pokrajini Bourbonnais 6 km severozahodno od središča Montluçona.

## Administracija
Domérat je sedež kantona Domérat-Montluçon-Severozahod, v katerega je poleg njegove vključen še manjši severozahodni del občine Montluçon z 12.041 prebivalci.
Kanton je sestavni del okrožja Montluçon.

## Zanimivosti
- Notredamska cerkev z grobnico iz 12. stoletja,
- muzej vina,